# Martinuskirche (Deutsch Evern)

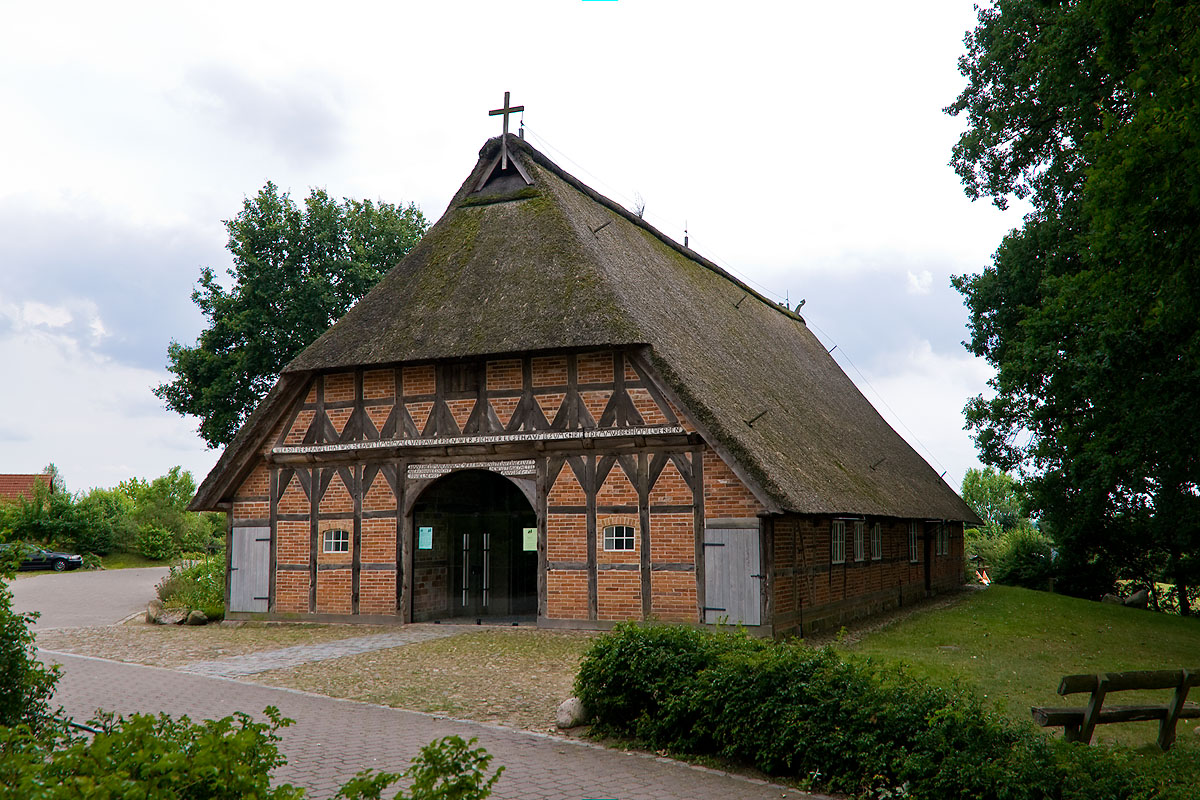
Die Martinuskirche in einem Hallenhaus

Die Martinuskirche der evangelisch-lutherischen Kirchengemeinde Deutsch Evern im Sprengel Lüneburg befindet sich in einem niederdeutschen Hallenhaus. Sie ist nach dem heiligen Martin von Tours und dem Reformator Martin Luther benannt.

## Geschichte
Das älteste erhaltene Zweiständerhaus „Haus Nr. 1“ des Landkreises Lüneburg wurde im Jahre 1665 von dem Ehepaar Hans Heitman und Anna Meyer erbaut. Das ehemalig denkmalgeschützte Gebäude wurde bis zum Anfang des 20. Jahrhunderts als Bauernhaus und Gasthof des Halbhofes Heitmann genutzt und dann an die Familie Burmester verkauft. Weitere 60 Jahre wurde es als Wohnhaus genutzt und verfiel danach zusehends. Weil in den 1980er Jahren die Kapelle der Kirchengemeinde zu klein geworden war, kaufte die Gemeinde 1987 das Haus und versetzte es um 250 Meter von der Dorfstraße auf den Hengstberg. Das Bauernhaus wurde restauriert, die Räume blieben dabei original erhalten. Die Gemeinde sitzt in der Diele, der Altar aus Eichenholz steht am Platz der damaligen Feuerstelle und hinter dem Altarraum befinden sich die ehemalige Wohnstube und die Schlafkammer der Altenteiler. Die Kirche wurde am Erntedankfest 1989 eingeweiht.
Über dem Eingang befindet sich eine Hausinschrift mit dem Text:
WER GOT VERTRAUET HAT WOL GEBAUET IM HIMMEL UND AUF ERDEN WER SICH VERLEST AUF IESUM CHRIST DEM MUS DER HIMMEL WERDEN

## Ausstattung
Die Gestaltung des Altarraumes mit biblischen Symbolen aus Holz war die letzte Arbeit des Künstlers und Kirchenraumgestalters Friedrich Press. Die vier Evangelisten werden durch Mensch, Löwe, Stier und Adler versinnbildlicht. Ein Eichenstamm soll an den auferstandenen Jesus Christus erinnern. An einer Wand ist Mose mit den zwei Tafeln der zehn Gebote angedeutet. Auf Säulen stehende Kerzen symbolisieren Feuer und Luft und sollen auf den Geist Gottes verweisen. Das älteste Stück in der Kirche ist ein barocker Taufstein aus dem Jahre 1686.